# Řadová číslovka
Řadová číslovka je číslovka, která vyjadřuje pozici objektu v řadě, tzn. označuje pořadí (odpověď na otázku kolikátý?), tedy např. první, druhý, třetí, čtvrtý, stý, několikátý… Řadové číslovky gramaticky zpravidla fungují jako přídavné jméno („osmý“).
Koncept řadových číslovek v matematice zobecňují ordinální čísla.

## Zápis řadových číslovek

### Koncovky
V angličtině se jako indikátor řadové číslovky používá přípona psaná za číslicí: 1st, 2nd nebo 2d, 3rd nebo 3d, 4th, 11th, 21st, 101st, 477th. Tyto přípony jsou psané buď normálními malými písmeny, nebo jako horní index, v 19. století bylo zvykem navíc tento index podtrhávat.
V románských jazycích (italštině, španělštině, portugalštině a galštině) se jako indikátor řadové číslovky používá přípona „o“ pro mužský rod a „a“ pro ženský rod (primo, prima) jako horní index, „o“ je přitom někdy nahrazováno symbolem stupně nebo diakritickým kroužkem. Ve španělštině se v některých případech jako index používají poslední dvě písmena příslušné koncovky („er“). Ve španělštině a portugalštině, na rozdíl od italštiny, se za číslicí ještě před indexovou příponou píše tečka, která vyjadřuje, že jde o zkratku. V některých typech (fontech) písma jsou tyto přípony standardně podtržené.
Psané koncovky se pro rozlišení řadových číslovek používají v řadě jazyků, někde psané jako horní index, jinde připojované přímo za číslici, v některých jazycích se oddělují spojovníkem (ruština) nebo dvojtečkou (švédština, částečně finština).

### Tečka
V němčině a řadě dalších jazyků (češtině, slovenštině, slovinštině, srbštině, bosenštině, chorvatštině, v maďarštině a turečtině, dánštině, norštině, finštině, estonštině, lotyštině, islandštině, faerštině a baskičtině) se řadové číslovky označují tečkou za číslicemi. Připadne-li takový výraz na konec věty, druhá tečka (označující konec věty) se vynechává.
V polštině se také používá pro řadové číslovky tečka za číslicemi, ale může být vynechána, pokud není pochybnost o tom, jestli číslo vyjadřuje základní nebo řadovou číslovku. Zejména se to týká čísel větších, než 1, následovaných podstatným jménem v jednotném čísle, např. 4 punkt. 
V srbštině se tečka používá pouze za arabskými číslicemi, nikoliv za římskými. Finština tečku používá pouze pro vyjádření řadové číslovky v prvním pádu, v ostatních pádech se používá dvojtečka s příponou (např. „3:nnen“). Ve švédštině je používání tečky pro řadové číslovky považováno za archaické, avšak v některých oborech (například ve vojenství) je stále živé.
Některé autokorekční systémy nepočítají s tím, že by za tečkou mohla pokračovat věta, a následujícímu slovu automaticky vnucují velké počáteční písmeno.
Ve španělštině a portugalštině se píše tečka ve funkci výpustky mezi číslicemi a koncovkou.

## Řadové číslovky v češtině
Řadové číslovky se v češtině zpravidla tvoří přidáním přípony -ý (případně -í) k základní číslovce, resp. k jejímu kmeni. U číslovek končících v základním tvaru na -et neob -ět se přitom hláska a písmeno „e“ mění v „á“. Řadové číslovky první (prvý), druhý, třetí a čtvrtý se z tohoto hlediska jeví jako nepravidelné. Od slov typu milion či bilion se řadová číslovka tvoří příponou -tý, obdobně i od čísla nula (nultý). O číslovce „miliarda“ František Trávníček i další autoři psali, že k ní řadová číslovka neexistuje, a Trávníček dovozoval, že správně utvořená by zněla „miliardý“, řada slovníků však uvádí jako správný tvar „miliardtý“.
Je-li základní číslovka tvořena více slovy, do tvaru řadové číslovky se upravují všechna slova (152. = „stý padesátý druhý“, 215. = „dvoustý patnáctý“, 368. = „třístý šedesátý osmý“), řadové číslovky pro rovné stovky od 200 do 900 však mají podobu složenin (čtyřstý, devítistý), taková složenina je možná i pro rovné stovky od 1100 do 1900 (devatenáctistý), obdobně se počítá i v tisících (dvoutisící, pětadvacetitisící nebo dvacetipětitisící, stotisící), v některých případech ve více možných variantách (dvěstětisící, třistatisící, čtyřistatisící i dvousettisící, třísettisící, čtyřsettisící), a v milionech (desetimiliontý). Je možný i druhý typ tvoření číslovek řadových, kde se číslovka vyjadřující stovky ponechává spřažená s číslovkou vyjadřující desítky nebo jednotky, např. stoprvní, stodvanáctý, stodvacátý, dvěstěpadesátý. Je možná i řada dalších variant, například 152. = „stý dvaapadesátý“ nebo „stodvaapadesátý“.
Při vypsání celé číslovky slovem (třináctý den, dvacáté místo) se používají obecná pravidla pro psaní přídavných jmen. Ve výrazech typu „tisící devítistý sedmdesátý čtvrtý“ se slova oddělují podobně jako u základních číslovek, dohromady se píšou složené číslovkové výrazy typu pětadvacátý, stopadesátý, devítistý.
Již první vydání matičního Brusu jazyka českého z roku 1877 připouštělo vedle výrazu „roku tisícího osmistého sedmdesátého pátého“ i tvar „roku tisíc osm set sedmdesátého pátého“. U některých typů výrazů se různé příručky ve svých doporučení liší nebo připouštějí více možností, například „sto dvanáctý“ i „stodvanáctý“, k psaní stovek s desítkami dohromady se v těchto případech přikláněla například Poldaufova-Šprunkova mluvnice češtiny pro cizince Čeština jazyk cizí, např. „stoosmdesátý čtvrtý“.
Řadové číslovky jsou gramaticky zpravidla ve funkci přídavného jména, čemuž ve flektivních jazycích včetně češtiny odpovídá i skloňování. Číslovky první, třetí a tisící se skloňují podle vzoru jarní, ostatní adjektivní číslovky podle vzoru mladý.
Při použití číslic se řadové číslovky vyznačují doplněnou tečkou: 13. den, 20. místo, Karel IV. atd. Zápis číslicí v češtině a slovenštině reprezentuje číslovku ve všech jejích pádech, tj. při skloňování se před tečku ani za tečku žádná pádová koncovka nepřipisuje. Nahrazovat tečku v zápise koncovkou řadové číslovky připojenou za číslo, ať už se spojovníkem nebo bez spojovníku, je v češtině považováno za chybné.
Pokud je číslovka uvedena až za slovem označujícím počítanou věc, pak se číselný zápis řídí tím, jako by šlo o číslovku základní (v roce 1998, bastion XIII), a to i v případech, kdyby by ji bylo možno číst i jako číslovku řadovou (na straně 22 = na straně dvacáté druhé). Číslování panovníků je však vždy interpretováno jako řadové číslovky a v češtině se píše římským číslem s tečkou (Karel IV., Benedikt XVI.).

## Související příslovce
Výrazy typu „podruhé“, „posté“ klasifikuje Slovník spisovného jazyka českého i Slovník spisovné češtiny jako příslovce, nikoliv jako číslovky ve funkci příslovce, slova „pokolikáté“ a „poněkolikáté“ nejsou ve slovníku Internetové jazykové příručky ÚJČ AVČR jako samostatná hesla vůbec uvedena, přičemž ve výkladech a příkladech k jiným heslům je slovo „poněkolikáté“ psáno dohromady a „po kolikáté“ zvlášť.
Tvary typu „zaprvé“, „zadruhé“ nejsou v tištěných slovnících češtiny obsaženy, slovník Internetové jazykové příručky u nich připouští psaní dohromady i zvlášť, k slovním druhům je nepřiřazuje.
Pravopisnými pravidly pro tento typ výrazů se zabýval Ondřej Hausenblas v časopise Naše řeč v roce 1998. Pravidla pravopisu z roku 1993 připouštěla u nižších čísel dvě varianty (poprvé i po prvé, podruhé i po druhé, pokaždé i po každé), avšak tvary pro vyšší čísla se explicitně nezabývají. Tvary podvacáté, potřicátéprvé, pošedesátéosmé psané dohromady by podle Hausenblase byly nejen „divné“, ale opravdu by nevyhovovaly Pravidlům, která podle něj částečné psaní dohromady připouštějí pouze při převráceném pořadí jednotek a desítek. Ve výkladové části Pravidla z roku 1993 v § 96 uvádějí, že spojení předložek se zájmeny a číslovkami se píšou většinou dohromady, např. vjedno, zajedno, obojím způsobem se však píše např. poprvé i po prvé. Hausenblas doklady neúplnosti a nekonzistentnosti kodifikace uzavírá konstatováním, že rozhodnutí o tom, co psát dohromady a co zvlášť, je ve spisovném jazyce evidentně dost subjektivní, a výzvou, abychom se drželi Pravidel, kde můžeme a umíme, ale nepronásledovali zle ty, kdo se náhodou nebo vědomě od příkladů na číslovkové výrazy odchýlí.

## Pořadí a fenomén „nultý“
Řadová číslovka „nultý“ vznikla v důsledku zanedbání/nepochopení rozdílu mezi pořadím a číselným označením prvků řady nezápornými čísly začínajícími nulou. Hodnota nula je v takovéto řadě první, nikoliv nultá. Stejně tak poledník s úhlem 0° vzhledem k observatoři v Greenwich je v pořadí první, nikoliv nultý. Přesto se u něj kromě správnějšího označení „základní poledník“ ustálilo také označení „nultý poledník“, navzdory tomu, že například v anglickém jazyce se poledník označuje slovy "prime meridian", kde slovo prime je synonymem slova first, tedy první. Půlnočním časem 0:00 začíná první hodina dne, nikoliv nultá, a narozením začíná první rok života, nikoliv nultý. Třetí hodina na hodinách odbíjí v okamžiku, kdy je dovršena, a podobně 18. narozeniny má člověk v den, kdy osmnáctý rok svého života dokončil, nikoliv když jej zahajuje. Udává-li někdo, že mu je 13 let, znamená to, že aktuálně prožívá již 14. rok svého života. Čas 8:35 je součástí 9. hodiny dne a rok 1867 patří k 19. století, nikoliv k 18. století. Obdobně v informatice např. prvek pole indexovaný 0 není nultý, ale první.

## Použití řadových číslovek pro necelá čísla
V češtině se vyskytují i případy, kdy řadová číslovka označuje hodnotu odpovídající necelému číslu (zpravidla liché polovině, ve tvaru -půltý). Jde zejména o případy, 
- kdy fakticky neoznačují pořadí, ale hodnotu souvislé veličiny, resp. polohu v číselné řadě měrných jednotek v intervalu mezi dvěma jednotkami; podobně mohou označovat zlomek s necelým jmenovatelem (každý čtyřiapůltý člen množiny)
- pro označení prvku, který do číselné řady patří jen zčásti, neplnohodnotně, není zcela regulérní, je přidán mimořádně apod., nebo jeho příslušnost do číselné řady není zcela jednoznačná a zřetelná

Nejčastější jsou výskyty v těchto kolokacích se řídícími substantivy:
- generace zařízení, her apod.: dvouapůltá generace mobilních telefonů
- kilometr staničení dopravní infrastruktury (zejména dálnic), závodních tras apod.
- kolo jednání/rozhovorů
- patro: specifický výskyt sedmapůltého patra z amerického fantastického filmu V kůži Johna Malkoviche (pro nástupiště 9 3/4 z Harryho Pottera se řadová číslovka nepoužívala)
- ročník festivalu nebo soutěžní přehlídky
- verze, edice, stupeň, díl, cenová skupina, minuta, hodina, stupeň, výročí

Často je takové použití v uvozovkách nebo uvozeno slovy jako „takzvaný“ nebo „známý jako“, která zdůrazňují, že jde o použití nezvyklé, nestandardní. 
Pozornost tomuto jevu v češtině byla poprvé věnována v seminární (Koláčná) a diplomové (Chlumská) práci z roku 2009 a v článku Roberta Adama z roku 2010, mluvnice a slovníky češtiny jej do té doby nezmiňovaly. Nejstarší doklad nalezený v jazykových korpusech byl z roku 1989, výrazné zvýšení počtu dokladů bylo zaznamenáno v letech 1999 a 2001. Autor uzavírá, že řadové číslovky od lichých násobků jedné poloviny, jakkoli jsou na první pohled nelogické, jsou při vyjadřování užitečné, ba potřebné, a některé z jejich významů jsou ustálené, v úzu celkem frekventované a pro vnímatele komunikátů srozumitelné a jsou v těsném vztahu s nejčastějšími kolokacemi. Na základě Danešových kritérií pro kodifikaci k formálnímu vyjadřování doporučil nejspíše slovotvorný typ „čtyřiapůltý“, který je plně funkční, v úzu nejfrekventovanější a systémově nejpevnější, zejména pro vyšší čísla pak uvažoval i o graficky přehlednější podobě „stý třicátý sedmý a půltý“. Vedle toho v zásadě považoval za vhodné i důsledné psaní pomocí arabských číslic s tečkou: „4,5.“, „137,5.“